# Џудит Ворел
Џудит Ворел (рођена 1928) је клиничка психолошкиња и њен рад је претежно усмерен на развијање феминистичког модела у области саветовања и психотерапије. Била је председница Друштва за психологију жена које представља одељак Америчког удружења психолога (АПА). у периоду од 1997. до 1998. године. Поред тога је била и уредница тромесечника Психологија жена.  Ворелова је професорка емеритус на Универзитету у Кентакију.

## Биографија
Ворелова је рођена 1928. године и одрасла је у Гриниџ Вилеџу (Greenwich Village). Одрасла је у јеврејској породици у којој су владале строге родне поделе улога. Управо се кроз опхођење њеног оца и кроз родне улоге у својој кући упознала са сексизмом и поделом рада, али није желела да се помири са њима. Васпитање и посматрање односа њене мајке и оца инспирисаће jе да касније у својој каријери изјави: „Жене су те које се удубљују у приручнике јер су оне старају о вези”. У адолесценцији постаје чланица организације Encampment for Citizenship која је била усмерена на едукацију младих да постану вође у оквиру заједнице. 
Џудит Ворел је дипломирала психологију на Квинс Колеџу (Queens College) на Универзитету у Њујорку 1950. године. Након што се удала за свог колегу са факултета Леонарда Ворела, она и супруг су уписали постдипломске студије на Универзитету у Охају. На овом универзитету, Ворелова је најпре мастерирала 1952, а затим и докторирала 1954. године под менторством Џулијана Ротера. Након што је докторирала Ворелова је неко време пратила мужа који је успео да се запосли као факултетски професор на неколико универзитета, док је она морала да пронађе алтернативне послове. Пред крај 50-их година, Ворелова је добила позицију истраживачице у психијатријској клиници у Ајови, и у оквиру ове позиције је допринела истраживању да ли Мепробамат помаже особама које се суочавају са анксиозношћу.
Ворелова и њен муж су успели да добију позиције професора на Универзитет у Кентакију. Године 1972. Ворелова је постала чланица Комисије за статус жена коју је организовала Југоисточна асоцијација психолога где се сусрела са женама које су имале докторате из психологије, али нису могле да се запосле због сексизма и патријархата унутар академских кругова. Са женама које је упознала Ворелова је причала и о сексуалном насиљу и то искуство јој је помогло да схвати да је силовања релативно учестала појава и да је женама потребан простор да о томе говоре. Како би допринела променама почела је активно да се бави феминистичком теоријом, инкорпорирајући феминистичке принципе са приступом учења по моделу како би развила ефективније методе саветовања и психотерапије који се саосећају са и подржавају оснаживање жена.  Ворелова је почела да пружа услуге саветовања и препорука у оквиру Женског Центра на Универзитету у Кентакију и саставила је и први Правилник о сексуалном злостављању на Универзитету у Кентакију.

## Значајна дела
- „Више од изгледа: нова перспектива о девојчицама у пубертету”[9]
- „Енциклопедија о женама и роду, Сличности и разлике међу половима и утицај друштва на род”[10]
- „Приручник о психолошком здрављу девојчица и жена”[11]
- „Обликовање будућности феминистичке психологије”[12]
- „Феминистичка перспектива у терапији: Оснаживање различитих жена”[13]

## Награде
Џудит Ворел је 2010. године добила Златну медаљу Америчког удружења психолога за животно дело. У образложењу награде је стајало: „Једна од најпроминентнијих феминистичких психолошкиња, она је једна од неколицине индивидуа које је активно радила на успостављању и дефинисању нове области. Феминистичка психологија на својој форми и развоју може у великој мери да захвали Џудит Ворел и њеном истраживању на тему жена и родних улога, њеном посебном опхођењу према потребама жена и на њеном раду на едукацију у области психологије жена.” 
Ворелова је такође добила награду за лидерство АПА Комитета за психологију жена 1990. године за свој изванредни рад и неуморан допринос побољшавању статуса жена у заједници, али и у професионалној сфери, као и за дугорочну подршку, допринос и промоцију феминистичког академског учења. Добитница је и других награда попут „Награде Керолин Вуд Шериф” коју је добила 2001. године од стане Друштва за психологију жена. 